# Finlandia Occidentale
La Finlandia Occidentale (in finlandese Länsi-Suomen lääni, in svedese Västra Finlands län) è stata una delle sei grandi contee della Finlandia.  Il territorio che comprendeva confinava con la Finlandia Orientale, la Finlandia Meridionale, Oulu e si affaccia sul Golfo di Botnia.
Con la riforma amministrativa del 1997 nella Finlandia occidentale sono confluite le vecchie contee di Turun ja Porin lääni,  Vaasan lääni, Keski-Suomen lääni e la parte settentrionale del Hämeen lääni. È stata soppressa con le altre contee nel 2009. Fu l’unico caso di contea poi spaccata in due territori diversi, uno gestito dall’Agenzia amministrativa regionale della Finlandia occidentale e interna a Vaasa, e dall’Agenzia amministrativa regionale della Finlandia sudoccidentale a Turku.

## Province
La Finlandia occidentale era costituita da sette province (tra parentesi rispettivamente il nome in finlandese e svedese):
- Ostrobotnia Meridionale (Etelä-Pohjanmaa - Södra Österbotten)
- Ostrobotnia (Pohjanmaa - Österbotten)
- Pirkanmaa (Pirkanmaa - Birkaland)
- Satakunta (Satakunta - Satakunda)
- Ostrobotnia Centrale (Keski-Pohjanmaa - Mellersta Österbotten)
- Finlandia Centrale (Keski-Suomi - Mellersta Finland)
- Varsinais-Suomi (Varsinais-Suomi - Egentliga Finland)

Satakunta e Varsinais-Suomi sono quelle più separate nell’Agenzia della Finlandia Sudoccidentale.